# Mô men địa chấn
Mô men địa chấn là đại lượng được các nhà địa chất học động đất sử dụng để ước lượng độ lớn của động đất. Mô men địa chấn {\displaystyle M_{0}} là đại lượng xác định bởi công thức:
{\displaystyle M_{0}=\mu AD}, với
- {\displaystyle \mu } là mô đun cắt (shear modulus) của đá tham gia trong quá trình động đất (đo bằng dyne / cm2)
- {\displaystyle A} là diện tích nứt gãy của đứt gãy địa chất nơi động đất xảy ra (đo bằng cm2), và
- {\displaystyle D} là chuyển vị trung bình trên {\displaystyle A} (bằng cm).

Đối với các trận động đất trong thời hiện đại, mô men địa chấn thường được ước lượng từ các bản ghi chuyển động nền đất gọi là địa chấn kế.
Mô men địa chấn làm cơ sở cho thang độ lớn mô men được Hiroo Kanamori đưa ra, thang này thường được sử dụng để so sánh nhiều trận động đất với nhau và rất có hiệu quả khi so sánh cho các trận động đất lớn.